# El Gurri Xic
El Gurri Xic és una masia de Taradell (Osona) inclosa a l'Inventari del Patrimoni Arquitectònic de Catalunya.

## Descripció
Masia construïda en un pendent, és de planta força irregular i consta de PB, 2p. i golfes a la torre. A migdia presenta dos cossos un adossat a l'altre i coberts a dues vessants i un pontet d'accés a la casa masover. A ponent (entrada del Restaurant) hi ha diversos cossos a una sola vessant, una torre d'angle NO (5X5) coberta a quatre vessants amb teules de ceràmica i diverses finestres. Al N 2 espieres a la planta, 3 finestres al 1er. p., un llarg balcó amb portal rectangular i dues finestres. A llevant l'antiga façana conserva un portal convex amb llinda de fusta i gres vermell i una finestra engrandida amb totxo, damunt el portal una finestra amb ampit també presenta uns arcs de totxo, porxo amb les obertures de vidre. En aquest indret s'hi adossen construccions complementàries. En general l'estructura primitiva de l'edifici està molt desfigurada. Té molt poca unitat.
Cabana d'era de planta rectangular (8x6) coberta a dues vessants amb el carener perpendicular a la façana, situada a llevant, davant l'antiga era. Consta d PB i 1er. p. La façana presenta dos portals rectangulars a la planta, una finestra d'arc gairebé centenari i un òcul al 1er.p. A migdia hi ha un cobert de construcció recent adossat a la planta, i quatre espieres. A ponent un cobert de totxanes i uralites adossat a la planta, dos òculs. A tramuntana també s'hi obren espieres a nivell del primer pis; segurament que la seva funció era airejar la nau. L'estat de conservació és dolent.

## Història
Masia situada a uns 200 metres de la riba esquerre del Gurri, enmig d'un pla de roures centenaris.
Aquesta masia duu l'epítet de "XIC" per distingir-la de l'altre Gurri vell.
La trobem documentada des del S.XIII. En els fogatges de l'octubre de 1553 de la parròquia i terme de Tarradell consta: "Sagimon Folgueres sta al Gurri Demmunt", suposem que deu tractar-se de l'altre, ja que aquesta per estar a prop del riu deu ser la part baixa.
En el nomenclàtor de la província de Barcelona de l'any 1860 n'hi consten tres de Gurri el de Munt, el de la Vall i el Vell.
La casa com podem veure per la seva estructura ha sofert diverses modificacions al llarg dels anys i al S.XVIII o XX s'hi degué construir la torre.